# Fusée solaire thermique
 (mars 2023).
Si vous disposez d'ouvrages ou d'articles de référence ou si vous connaissez des sites web de qualité traitant du thème abordé ici, merci de compléter l'article en donnant les références utiles à sa vérifiabilité et en les liant à la section « Notes et références ».
Une fusée solaire thermique est une fusée utilisant une forme de propulsion spatiale qui utilise l'énergie solaire pour chauffer directement une masse de réaction (propulsion héliothermique), et donc ne nécessite pas de générateur électrique comme la plupart des autres formes de propulsion à énergie solaire.
Une fusée solaire thermique a juste besoin de porter les moyens de capturer cette énergie, à l'aide de concentrateurs solaires ou de miroirs. Le combustible de propulsion chauffé (hydrogène, le plus efficace ou eau, plus facilement stockable et productible) est éjecté  par une tuyère conventionnelle pour fournir une poussée. La force de propulsion est directement liée à la surface de captage et à l'intensité des radiations solaires.

## Principe de la propulsion solaire
Dans l'espace, les rayons infrarouges, ultraviolets et rayons x, entre autres, bombardent les corps. L'idée est de récupérer ces rayons, puis de les focaliser dans une chambre où sera insérée une matière propulsive.

### Structure réfléchissante
L'avant de la chambre recevra des rayons solaires secondaires, qui seront renvoyés vers l'arrière, dans la chambre d'accumulation. L'arrière de la structure servira à focaliser les rayons du soleil captés.

### Chambre d'accumulation
Cette chambre ressemble à un moteur de fusée : l'avant reçoit les rayons solaires et bloque le retour des rayons et du gaz ; l'intérieur est tamisé de feuilles d'or qui transforment les ultraviolets en rayons x. L'ensemble chauffe la matière propulsive et l'ionise. Le poste habitable se trouve à l'avant, afin de profiter de l'ombre fournie par la structure réfléchissante.